# Caroline Massin
Pour les articles homonymes, voir Massin.
Caroline Massin,  née le 2 juillet 1802 à Châtillon-sur-Seine et morte le 27 janvier 1877 à Paris, est une libraire et couturière, épouse du philosophe Auguste Comte de 1824 à 1842.

## Au cœur d'un ménage philosophique
Fille de comédiens qui l'abandonnèrent, Caroline Massin est, peu après sa naissance, confiée à sa grand-mère maternelle parisienne. Elle profite alors d’une éducation relativement soignée, mais connaît aussi un début de vie, sinon difficile, dans tous les cas controversé, qui sera au centre des relations qu’elle entretiendra avec Auguste Comte, de son vivant et surtout après sa mort.
Selon ses propres déclarations, il aurait rencontré sa future femme, en 1821, alors qu’elle se livrait à la prostitution au Palais-Royal. Après deux années d’éloignement, Comte aurait eu la surprise de découvrir qu’elle possédait un cabinet de lecture du boulevard du Temple. S’étant ensuite mis en ménage avec elle, il l’aurait épousée en février 1825 pour éviter qu’elle ne retombe dans la prostitution mais surtout pour obtenir sa radiation du registre de police.
Dès le début de leur ménage, plusieurs sources indiquent que les relations sont difficiles, à la fois du fait de l’instabilité d’humeur de Comte mais aussi de l’incompréhension mutuelle qui sépare deux personnalités très opposées, en dépit d'un amour sincère que prouve la correspondance de cette époque entre les deux époux. Une crise, qui conduit à une séparation provisoire de quelques mois, intervient en 1826 lors de la rédaction des premières « conférences » tant cette rédaction réclame du philosophe un effort extrême qui menace son équilibre mental et perturbe ses relations avec ses proches.
Rétabli, Comte obtient en 1832 un poste de répétiteur à l’École polytechnique, puis en 1838 celui d’examinateur au concours. Ce succès est pourtant quelques années plus tard menacé, quand il présente ses « cours de philosophie politique » dont la teneur, franchement antireligieuse, suscite la réaction négative des autorités. Cette évolution provoque l’inquiétude de Caroline Massin, soucieuse de stabilité matérielle. Elle craint les remous provoqués par les prises de position de son mari qui risquent de lui interdire toute possibilité d’obtenir un poste de professeur.

## Divorce et conflits
Les années qui suivent marquent l’éloignement de plus en plus grand des deux époux qui se résolvent en août 1842 à une séparation définitive.  Alors que Comte offre à sa femme une pension annuelle de 3000 francs par an, cette séparation, curieusement – à une époque où le divorce n’existe pas – ne se traduit pas par une rupture totale. Caroline Massin correspond régulièrement avec Auguste Comte, s’intéresse à ses travaux, qu’elle lit et commente avec autant d’acuité que d’intelligence.
Toutefois, cette période, devient aussi, peu à peu, celle de l’éloignement inexorable du philosophe qui a rencontré, en octobre 1844, Clotilde de Vaux, dont le frère, Maximilien Marie, adepte du positivisme, suit ses cours à Polytechnique. 
Passionnément amoureux de la jeune femme, Comte entretient avec elle une relation qui, en dépit de sa brièveté - elle meurt en avril 1846 de la tuberculose - et de sa dimension platonique, le pousse cependant à repenser son système philosophique initial. 
En référence au catholicisme affirmé de son égérie, il y introduit les principes du culte et des célébrations, selon lui indispensables à l’épanouissement du positivisme dans la société humaine.
Cette période, qui tranche avec la précédente quant à son cheminement philosophique et ses succès professionnels, se révèle en effet difficile pour Comte qui perd successivement sa place d’examinateur en 1844 puis celle de répétiteur en 1851.
Caroline Massin, qui ne manquait pas de critiquer son attachement envers Clotilde, voit en retour ses conditions matérielles de vie se dégrader avec la baisse régulière des revenus de son mari. C'est à cet instant qu'un disciple de Comte, Émile Littré apporte à son épouse un soutien grandissant qui, en 1852, s'ajoutant aux critiques exprimées sur l'évolution de la pensée comtienne, pousse le philosophe à rompre définitivement avec lui.
À cette époque, Auguste Comte, qui se préoccupe de la postérité de son système philosophique, rédige un testament soigneusement écrit à l’attention de ses disciples, y ajoutant, une « addition secrète » révélant le passé de son épouse et en premier lieu sa supposée ancienne condition de prostituée.

## Postérité positiviste
Après une courte maladie, Comte décède le 5 septembre 1857. 
Conformément aux dispositions du testament, il est proposé à sa veuve 2000 francs annuels, sous réserve qu’elle abandonne ses droits sur les avoirs mais surtout sur l’œuvre de son mari.
Alors que cet arrangement paraît devoir s’établir, une indiscrétion révèle à Caroline Massin la teneur de « l’addition secrète », ce qui la pousse à rejeter la proposition de pension, l’accepter signifiant pour elle la reconnaissance de ces discutables « révélations ».
Dès lors un combat s’engage entre « Mme Comte » – soutenue par Littré – et les disciples, autour de la validité du testament et le devenir de la succession. Les scellés sont posés sur l’appartement, prélude à une liquidation devenue inévitable. Après inventaire, la vente des biens a lieu en décembre 1857 mais tourne à l’avantage des adversaires de Caroline Massin. 
En effet, le niveau des dettes d’Auguste Comte est tel qu’il laisse plus de passifs que d’actifs, les premiers relevant pour l’essentiel de créances détenues par les disciples qui ont aidé financièrement le philosophe à la fin de sa vie. Ces derniers peuvent dès lors facilement racheter les livres comme le mobilier tandis que l’afflux des dons permet de reconstituer, au-delà de l’attente de Caroline Massin et au bénéfice exclusif de la société positiviste, par une série d’acquisitions, l’appartement tel qu’il se présentait lors du décès du « maître vénéré ».
Pour autant, le combat continue car Caroline Massin reste, quant à la possession de la propriété littéraire, bien décidée à faire respecter ses droits, fermement secondée par Littré qui a pris fait et cause pour elle. En 1863, ce dernier publie dans « Revue de philosophie positive » un ouvrage qui fait grand bruit, « Auguste Comte et la philosophie positive » dans lequel il ne manque pas de défendre les points de vue de Caroline.
Ce n’est qu’en 1868, plus de dix ans après la mort du philosophe, que celle-ci peut saisir le tribunal civil de la Seine afin d’obtenir l’annulation du testament afin  qu'on lui remette les documents déposés depuis 1857 par décision de justice chez un notaire parisien. Pour autant, deux ans plus tard, une fois encore, cette tentative échoue. Le jugement - c'est une première juridique - accorde à l’exécuteur testamentaire et non à la veuve du philosophe tout pouvoir quant à la gestion des œuvres d’Auguste Comte.
Malade, avec de faibles ressources qui l'obligent à renouer avec de modestes activités professionnelles, la fin de vie de Caroline Massin est difficile. Elle continue toutefois à s’intéresser aux éditions successives des ouvrages de son époux, menées par Littré, du « cours de philosophie positive » aux parutions régulières des numéros de la « revue de la philosophie positive ». 
Réfugiée à Rouen durant le conflit franco-prussien, elle décède quelques années plus tard après son retour dans la capitale le 27 janvier 1877.

## Controverses
Difficile de trancher entre les deux versions qui, jusqu’à aujourd’hui, présentent Caroline Massin sous des apparences si contradictoires. 
Pour les positivistes orthodoxes, la version du philosophe, publiquement connue en 1896, celle d’une ancienne prostituée à l’inconduite réitérée, constitue une évidence qu'il est inutile de démontrer. L’épouse de Comte est un personnage négatif - exact contraire de Clotilde de Vaux - qui a rendu difficile la réalisation de ses premières œuvres, faute de lui apporter le soutien moral et matériel qu’il était en droit d’attendre d’une femme qu’il avait sortie de la déchéance. Les conflits qui ont suivi la mort du philosophe, notamment les procès, ont encore ajouté à cette sulfureuse réputation.
Cette version, qu’aucune archive – hors « l’addition secrète » - n’a jamais confirmée, frappe par son unilatéralité. 
Les courriers échangés entre les deux époux démontrent au contraire un amour véritable, conjugué à un incontestable partage intellectuel, en dépit de conflits domestiques dont la banalité est frappante. Caroline fait preuve tout au long de sa vie d’une capacité intellectuelle remarquable, tant au niveau de ses écrits que dans l’analyse des travaux de son époux. Enfin, après la mort du philosophe, Mme Comte démontre une forte rigueur morale et intellectuelle, trait de caractère qui justifie sans doute le soutien inlassable que Littré lui apporte jusqu’à son décès.
Sans doute la vérité se situe-t-elle entre ces deux chemins, hypothèse tenant aux mœurs de l’époque. 
Pauvre et sans appuis dans le Paris de la Restauration, fille de comédiens, Caroline Massin était peut être de ces « grisettes » immortalisées par Henry Monnier, « gantière, passementière, teinturière, tapissière, mercière, bimbelotière, giletière, lingère, fleuriste », jeune femme coquette dans le besoin qui ne dédaigne pas l’aide financière que lui apporte un  « ami de raison » plus âgé et qui s’efface au moment du mariage. 
Il est ainsi attesté que Massin, « ouvrière en linge », a profité de l'aide matérielle d'un avocat fortuné, probablement son amant, Antoine Cerclet, juste avant son mariage avec Auguste Comte dont il était l'ami et qu'il lui avait présenté.
Cette origine aurait peut être été la tache qui, dans les premiers temps du ménage, l’amour aidant, ne posait aucun problème au philosophe mais qui, peu à peu, au rythme d’une incompréhension grandissante entre les deux époux, aurait suscité son rejet.